# Mörktjärnen (Knista socken, Närke)
Mörktjärnen är en sjö i Lekebergs kommun i Närke och ingår i Norrströms huvudavrinningsområde. Sjöns area är 0,022 kvadratkilometer och den befinner sig 197 meter över havet.